# Carl-von-Weinberg-Schule
Die Carl-von-Weinberg-Schule ist eine integrierte Gesamtschule mit gymnasialer Oberstufe im Frankfurter Stadtteil Schwanheim.

## Geschichte
Bis 1920 gab es im damals zum Herzogtum Nassau gehörenden Schwanheim zwar eine Volksschule für die Unterstufe, aber keine weiterführende Schule. Der Besuch der weiterführenden Schulen in Höchst war für die Schwanheimer Schüler höchst beschwerlich, da beide Orte durch den Main getrennt waren und es keine feste Mainquerung gab.
1918 erhielt die Schwanheimer Volksschule einen Rektor, der (auch) die Befähigung für die Mittelschule besaß. Er beschloss, versuchsweise an der Schwanheimer Volksschule eine sogenannte Aufbauklasse einzurichten, die den Schulstoff der Mittelschule vermitteln sollte. Der Unterricht begann 1921 mit 22 Knaben und 9 Mädchen. Das Angebot wurde von der Bevölkerung so gut angenommen, dass zunächst eine zweite Aufbauklasse eingerichtet und schließlich 1925 die Gemeinde Schwanheim beschloss, die Aufbauklassen zu einer Mittelschule zu erweitern. Aufgrund eines Streits mit dem Herzogtum Nassau um finanzielle Zuwendungen dauerte es aber noch bis 1927, bis die Schule auch formell als Mittelschule geweiht wurde. Als Namensgeber diente der Frankfurter Unternehmer Carl von Weinberg, der sich sehr für die Einrichtung der Schule einsetzte.
Im Nationalsozialismus wurde die Schule 1937 aufgrund des jüdischen Namensgebers in Schwanheimer Mittelschule umbenannt. Diesen Namen behielt die Schule bis 1961.
Bis 1961 war die Raumnot ein großes Problem. Die Mittelschule in Schwanheim hatte keine eigenen Räumlichkeiten, sondern musste die Räume einer ehemaligen Volksschule nutzen, die für die Mittelschule viel zu beengt waren. Erst 1961 entstand das heutige Schulgebäude am Südrand der Siedlung Goldstein; in diesem Zuge erfolgte auch die Rückbenennung in Carl-von-Weinberg-Schule.

## Besonderheiten
Die Carl-von-Weinberg-Schule ist Eliteschule des Sports und die einzige Schule mit diesem Titel in Frankfurt und im Rhein-Main-Gebiet. Sie wurde zudem als Eliteschule des Fußballs ausgezeichnet. In jedem Jahrgang werden zwei Sportlerklassen gebildet, deren Schüler aufgrund ihrer besonderen Leistungen in eine der geförderten Sportarten (Badminton, Basketball, Fußball (männlich und weiblich), Handball, Leichtathletik, Schwimmen, Tischtennis, Turnen, Volleyball) ausgewählt werden. Insgesamt besuchen 330 Sportler aller Jahrgänge die Schule.
Die Schüler kommen nicht nur aus dem Stadtgebiet Frankfurts, sondern auch aus dem übrigen Rhein-Main-Gebiet und teils auch aus anderen Regionen Deutschlands; auswärtige Schüler werden im Sportinternat am Olympiastützpunkt Hessen des Landessportbunds Hessen in der Otto-Fleck-Schneise gegenüber dem Waldstadion Frankfurt untergebracht, das 48 Plätze bietet. Dort befindet sich auch das Schulsportzentrum Frankfurt, das die Förderung des sportlichen Nachwuchses koordiniert.
Die Schüler besuchen an drei Tagen pro Woche ein Frühtraining in ihrer Sportart. Der Unterricht endet für die Sportschüler spätestens um 15 Uhr; anschließend beginnt das Vereins- und Stützpunkttraining. Schulstoff, der aufgrund eines Lehrgangs oder eines Wettkampfs verpasst wird, kann im Rahmen des Stütz- und Nachführunterrichts nachgeholt werden. Seit dem Schuljahr 2016/2017 kann die Qualifikationsphase der Oberstufe um ein Jahr gestreckt werden (von zwei auf drei Jahre), um die Vereinbarkeit des Schulunterrichts mit dem Leistungssport zu verbessern und die Schüler zu entlasten.

## Ehemalige Schüler
- Johanna Goliszewski (* 1986), Badmintonspielerin
- Daniel Wernig (* 1988), Handballspieler
- Sara Gambetta (* 1993), Leichtathletin
- Gesa Felicitas Krause (* 1992), Leichtathletin
- Kai Schäfer (* 1993), Badmintonspieler
- Maryse Luzolo (* 1995), Weitspringerin
- Georg Wolf (* 1995), Volleyballspieler
- Janina Kämmerer (* 1998), Tischtennisspielerin
- Alexandra Emmerling (* 1999), Fußballerin
- Sophia Kleinherne (* 2000), Fußballerin
- Anna Elendt (* 2001), Schwimmerin[4]

Quelle